# Мара (Сарагоса)
Мара (ісп. Mara) — муніципалітет в Іспанії, у складі автономної спільноти Арагон, у провінції Сарагоса. Населення — 206 осіб (2010).
Муніципалітет розташований на відстані близько 210 км на північний схід від Мадрида, 65 км на південний захід від Сарагоси.

## Демографія
Динаміка населення (INE ):